# 赵宏声
赵宏声（1963年10月—），男，中华人民共和国外交官，曾任中华人民共和国驻赤道几内亚共和国特命全权大使。

## 生平
1984年，进入中华人民共和国外交部工作，先后在北京外交人员服务局、外交部西欧司、驻西班牙大使馆任职。2001年，任驻西班牙大使馆参赞。2006年，挂职广西壮族自治区南宁市副市长。2008年，任驻墨西哥大使馆参赞。2010年，任驻西班牙大使馆参赞。2013年3月，出任中华人民共和国驻赤道几内亚大使。2016年12月，自驻赤道几内亚大使离任。

## 家庭
已婚，有一子。